# Хайри Хамдан
Хайри Хамдан е палестински поет, писател и преводач. Живее в България от средата на 80-те години на XX век и твори на български и на арабски език. Преводач на българска литература на арабски език, съставител на няколко антологии на български поети и писатели, издадени в арабския свят.

## Биография
Роден е на 2 януари 1962 г. в Дер Шараф, Палестина. През 1967 г. емигрира със семейството си в Йордания, където завършва средното си образование. През 80-те години пристига в България като студент в Техническия университет. Тогава написва и първите си стихове на български език, които са публикувани на страниците на вестник „Технически авангард“. По-късно Хамдан става и част от редколегията на изданието.
През 1993 г. издава първата си стихосбирка „Очите на бурята“. Паралелно публикува в „Литературен фронт“, в-к „Пулс“, алманаха „Море“. Втората поетична книга на Хамдан „Мариямин“ излиза през 2000 г. Следват романите „Живи в царството на рака“ (2005) и „Европеец по никое време“ (2006), както и стихосбирката „Хронична любов“ (2005). През годините творби на Хайри Хамдан намират място във водещите периодични издания в България като „ЛитерНет“, „Кръстопът“, „Литературен свят“, Нова социална поезия, Нова асоциална поезия. Автор е и на пиесите „Чува ли ме някой“, “Нека живея, нека умра". Последната е издадена през 2011 г. в Египет. Носител е на международни награди в Египет и Палестина.
През 2014 г. издава романа „Дневникът на позора“, а през 2016 г. – стихосбирката „Един живот не е достатъчен“. На арабски език издава сборника с разкази „Съблазънта на средната възраст“ и романа „Неспокойни души“. Романът „Лешникови градини“ първоначално е издаден на арабски език през 2018 г., а през 2020 г. – и на български.
Превел е над 100 български автори на арабски език, съставител на антологията на българската поезия „Вятърът разпръсна моите слова“ и антологията с български разкази „В началото бе епилогът“.

### Поезия
- „Очите на бурята“ (1993)
- „Мариямин“ (2000)
- „Хронична любов“ (2005)
- „Един живот не е достатъчен“ (2016)
- „Последен портал“ (2018)
- „Водните лилии на паметта“ (2019)
- „Аз, бедуинът“ (2021)

### Проза
- „Живи в царството на рака“ (2005)
- „Европеец по никое време“ (2006)
- „Дневникът на позора“ (2014)
- „Съблазънта на средната възраст“ (2014)
- „Неспокойни души“ (2015)
- „Лешникови градини“ (2020)

### Драматургия
- „Нека живея, нека умра“ (2011)